# Protectorat de Dahomey
El protectorat de Dahomey fou un territori sota protectorat francès format per l'antic regne de Dahomey. Va existir entre 1894 i 1900. Va quedar integrat a la colònia de Dahomey des del juny de 1894.

## Història

### Tercera expedició francesa al regne de Dahomey (1393-1394)
Després de descansar tres mesos, el general Dodds es va embarcar el 12 d'agost de 1893 amb els seus oficials per tornar a Dahomey. Al desembarcar va organitzar els serveis civil per poder-se dedicar als afers militars. Les tropes es van dividir en quatre grups sota els comandants Drude, Boutin, Jacomel de Cauvigny i Chmittelin amb 1.724 combatents.
El rei Béhanzin, al saber del retorn del seu vencedor, va enviar una ambaixada a Paris per demanar al president Carnot l'anul·lació de la seva deposició (dictada pel general Dodds) però la missió no fou rebuda per ningú a França, i els membres van retornar a Dahomey.
Dodds es va voler assegurar que el país de Décame i el dels ouatchis (entre el Mono i el Couffo) estaven segurs. El 16 de setembre el grup Drade era a Dogba i va avançar cap a Saké té; el país estava tranquil i va seguir, passant l'Onémé per pujar fins a l'altura d'Agombo, però el riu es va desbordar i va haver d'esperar la flotilla. Els grups Boulin i Cauvigny es van concentrar a Cotopa i el grup Chmittelin (format per les tropes de Goho) va sortir d'Abomey el 7 d'octubre per establir-se al nord a Oumbégamé en la ruta d'Atchéribé. La flotilla reforçada va portar a Dogba els queviures i municions. El general Dodds es va embarcar a Porto Novo el 13 d'octubre per posar-se al front. Es va unir al grup Drude a Dogba i va arribar a Agonj, en mig de suposades mostres de suport de la població; els altres tres grups se li van unir a través del Zou i el 23 d'octubre, tres grups es van concentrar a Zagnanado i el grup Chmittelin va avançar fins a Yég'o.
Béhanzin va demanar esperar la tronada dels seus ambaixadors a França però se li va exigir de moment fer submissió; el rei preparava la seva fugida a Lagos i els francesos van decidir tallar aquesta ruta i es va enviar al coronel Dumas, amb el grup Boutin, (25 d'octubre) cap al nord al Ouémé i cap a Paouignan; el reste de les forces van avançar tot seguit. El 28 d'octubre el grup Drude es va instal·lar a Begohonou on se li va unir el 3 de novembre el grup de Cauvigny. El mateix dia els grups Drude i Boutin van arribar a Bododji i al riu Louto i el comandant Chmittelin va ocupar Abodougnanli. El 4 de novembre Béhanzin va enviar emissaris al general Dodds, que no foren escoltats. Un dels grups es va dirigir a Gonsoué mentre el coronel Dumas arribava a Paouignan pel Zoutenou tancant les rutes cap a Lagos per l'Ouémé.
El 6, 7 i 8 de novembre els lleials al rei van començar a rendir-se i entregar les armes; es van presentar dos ministres que no foren rebuts. El 8 de novembre el grup de Drude va arribar al rierol Paco a 2 hores del campament i el coronel Dumas a Paouignan sur Gouvelin, a mig camí d'Atchéribé. El general Dodds va anunciar que el 9 de novembre iniciaria l'avanç si tots els prínceps, ministres i caps no havien fet submissió. Efectivament la van fer (4 ministres, 8 prínceps i 20 grans caps. Béhanzin no obstant, tement ser assassinat, no es va rendir fugint de nit; les seves dones, parents i ministres el van abandonar. Es va refugiar prop d'Hedavo amb uns 100 guerrers, i d'allí va passar a Savalou.
El 16 de novembre la columna Boutin es va dirigir a Savalou, seguida de la columna Drude i més enrere el grup Cauvigny amb el general Dodds. Béhanzin no poia anar a l'oest perquè la població musulmana d'Atakpamé li era hostil i en canvi el reietó de Savalou li era més favorable. Cauvigny va anar de Zoutenou a Zoun-wei-Hono, Paouignan i Dassa-Togon on va arribar el 18 de novembre. Béhanzin va semblar que es dirigia a Abomey i la columne Drude es va dirigir allí arribant el 21 de novembre a Badagba on Béhanzin havia passat la nit anterior; el 24 la columna era a Oumbégamé; el 23, després d'un re-avituallament a Goho, va tornar a la regió del nord-oest que va recórrer en tots sentits. La columna Boutin baixant de Savalou va destruir el dia 26 un campament dahomeià a la vora del Zou i es va fixar en aquest punt.
El 22 de novembre del general Dodds va sortir de Dassa-Togon amb el grup de Cauvigny i es va dirigir al sud passant per Atchéribé, Cassécroulou, Bolioué i arribant el 3 de desembre a Oumbégamé. El comandant del grup cinquè que operava fins aleshores aïlladament a la regió del Mono, va rebre ordre de pujar al nord i unir-se a la columna principal.
El 29 de novembre, Béhanzin fou detectat a la regió entre Djidja i Goho; fou perseguit de prop i es van canviar trets amb la seva escorta i el 4 de desembre va estar a punt de ser atrapat. El 8 de desembre es va informar que seguia baixant cap al sud; alguns prínceps, esposes o fills del rei o de Glé-Glé foren agafats; sobtadament però va girar cap al nord.
El 11 de desembre el quarter general va passar d'Oumbégamé a Goho. Del 12 al 20 de desembre les tres columnes va rebuscar en el territori entre Abomey, Atchéribé i el Couffo. Es deia que Béhanzin estava prop de Goho amb una petita escorta. L'Ouémé no era navegable més enllà de Dogba i Cotopa va esdevenir cap d'etapa amb Goho com annex. Els dos punts foren units per una línia de telègraf. El 21 el grup Drude va remuntar fins a Dossa però va retornar al sud; una altra columna va pujar a Atchéribé per tornar després enrere a la línia Oumbégamé-Tendji. Es van establir diverses posicions militars. El 29 de desembre es va trobar la pista de Béhanzin prop de Lesseni, dirigint-se a Dossa. Poc després estava a punt de sortir de Djidja per anar a l'oest de Dieubatté. Fins al 15 de gener de 1894 es va recórrer el país en totes direccions sense poder trobar al fugitiu; se sabia que romania a la regió entre Abomey i Oumbégamé, on els habitants, dahomeians purs, li eren totalment fidels. Encara que el rei no fou trobat, la resta de la família reial va caure en mans dels francesos
Després de rebre la submissió dels mahis i els dhasses, el general Dodds va retornar a Goho on es va establir. Convenia organitzar el país i el general va aprofitar que alguns germans de Béhanzin que havien estat apartats per aquest del poder li guardaven rancúnia, i després d'una consulta amb la família reial els prínceps dahomeians presoners foren convidats a elegir un nou rei. El príncep Goutchili que era l'hereu legítim de Glé-Glé però havia estat apartat per Béhanzin, fou designat per unanimitat. El seu oncle Topa-Mèlé i sa germana Yaya Migausi el van anar a buscar a la selva on encara restava i el van portar a Goho. Fou acceptat per Dodds i fou proclamat rei amb el nom d'Agoli-Agbo.

### El protectorat
La cerimònia de coronació es va portar a terme el 15 de gener de 1894 a la plaça del palau de Simbodji a Abomey, en presència de les tropes franceses. El nou rei va rebre un sabre de plata i la bandera francesa fou hissada al palau, seguint llavors una desfilada de les tropes que tot seguint van tornar als seus quarters a Goho (quarter destruït per un incendi pocs dies després). Agoli-Agbo va alertar al general Dodds del parador de Béhanzin; les tropes el van anar a buscar i la nit del 25 al 26 de gener es va entregar sense condicions al llogaret d'Acachacpa. Abandonat per la seva família, Béhanzin fou deportat a Martinica, al fort Tartenson de Fort-de-France, amb algunes de les seves dones. Els seus ministres i alguns caps foren deportats al Gabon.
Els francesos van considerar bona l'administració d'Agoli-Agbo durant els primers anys; però després alguns conflictes amb súbdits francesos i suposats abusos de poder cada cop més importants, van provocar la seva destitució el mes de gener de 1900. El rei fou enviat deportat al Congo Mitjà i el territori del regne convertit en cacicat dins de la colònia de Dahomey i dependències de la que igualment havia estat part el protectorat.